# Liste der Kulturdenkmäler in Frankelbach
In der Liste der Kulturdenkmäler in Frankelbach sind alle Kulturdenkmäler der rheinland-pfälzischen Ortsgemeinde Frankelbach aufgeführt. Grundlage ist die Denkmalliste des Landes Rheinland-Pfalz (Stand: 21. Juli 2023).

## Einzeldenkmäler
| Bezeichnung        | Lage                                            | Baujahr                              | Beschreibung | Bild            |
| ------------------ | ----------------------------------------------- | ------------------------------------ | --- | --------------- |
| Bahnhof Olsbrücken | östlich des Ortes (Am Bahnhof ohne Nummer) Lage | letztes Viertel des 19. Jahrhunderts | eineinhalbgeschossiger gründerzeitlicher Sandsteinquaderbau, Nebengebäude, letztes Viertel des 19. Jahrhunderts | Fotos hochladen |

## Ehemalige Kulturdenkmäler
| Bezeichnung | Lage             | Baujahr                           | Beschreibung | Bild |
| ----------- | ---------------- | --------------------------------- | --- | ---- |
| Hofanlage   | Stielweid 2 Lage | erste Hälfte des 19. Jahrhunderts | L-förmige Hofanlage mit Unterstallhaus, erste Hälfte des 19. Jahrhunderts; aus Denkmalliste gelöscht und teilweise abgebrochen | BW   |